# 2-й танковий корпус (СРСР)
2-й танковий корпус — оперативно-тактичне військове об'єднання в складі ЗС СРСР періоду Другої Світової війни. 19 вересня 1943 року перетворений у 8-й гвардійський танковий корпус.

## ІсторІя
Формування корпусу розпочалось у квітні 1942 року відповідно до Директиви НКО № 724218сс від 31 березня 1942 року в місті Горький та його передмісті.
24 квітня 2-й танковий корпус включено до складу Брянського фронту. Штаб корпусу розташувався за 15 кілометрів західніше Єльця, в селі Казаки.
25 травня 1942 року корпус, згідно з Директивою Ставки ВГК № 994021 від 25.05.1942 року, був переданий до складу 5-ї танкової армії.
28 червня 1942 року німецькі війська розпочали наступ в районі Воронежа. 2- танковий корпус спільно з 7-м і 1-м танковими корпусами в ході Воронезько-Ворошиловградської оборонної операції висунувся в район Великої Верейки і Землянська з метою нанесення контрудару по лівому крилу німецького угруповання. Бойові дії корпус розпочав 7 липня 1942 року.
15 липня 1942 року Директивою СВГК № 170511 від 15.07.1942 року корпус виведено зі складу 5-ї танкової армії в безпосереднє підпорядкуванню командуванню Брянського фронту.
22 серпня 1942 року 2-й танковий корпус залізницею прибув на станцію Лог, північно-західніше Сталінграда. Розвантаження проходило під бомбардуваннями ворожої авіації. Після важких боїв у Сталінграді, корпус втратив майже всю матеріальну базу і більшість особового складу. 22 жовтня його залишки виведено в резерв. В листопаді-грудні 1942 року в Татіщевських таборах під Саратовим корпус укомплектовувався і переформовувався. Основу офіцерського складу становили випускники Саратовського танкового училища. Серед отриманої нової бойової техніки в корпус надійшла і танкова колона «Тамбовський колгоспник», створена за кошти селян Тамбовської області.
Корпус закінчив своє комплектування і 22 грудня 1942 року включений до складу Південно-Західного фронту. У складі військ фронту корпус брав участь в Міллерово-Ворошиловградській наступальній операції в січні-лютому 1943 року.
У ході Курської битви корпус брав участь у битві під Прохоровкою, протягом липня 1943 року стримував німецькі війська, що рвались до Воронежа, знищивши при цьому 378-у піхотну дивізію противника.
Наказом НКО № 284 від 19 вересня 1943 року 2-й танковий корпус перетворено в 8-й гвардійський танковий корпус.

## Командування

### Командири корпусу
- генерал-майор Лізюков Олександр Ілліч (з 15 квітня по 27 травня 1942 року);
- полковник Мальцев Семен Петрович (з 28 травня по 9 червня 1942 року);
- генерал-майор танкових військ Лазарєв Іван Гаврилович (з 10 червня по 1 липня 1942 року);
- полковник, з 21 липня 1942 року генерал-майор танкових військ Кравченко Андрій Григорович (з 2 липня по 13 вересня 1942 року);
- генерал-майор танкових військ Хасін Абрам Матвійович (з 14 вересня по 15 жовтня 1942 року);
- генерал-майор танкових військ, з 21 серпня 1943 року генерал-лейтенант танкових військ Попов Олексій Федорович (з 16 жовтня 1942 по 19 вересня 1943 року).

### Начальники штабу корпусу
- полковник Лимаренко Петро Олексійович (з 31 травня по 8 червня 1942 року);
- полковник Мальцев Семен Петрович (з 9 червня 1942 по 6 лютого 1943 року);
- генерал-майор Кошелєв Василь Васильович (з 22 лютого по 19 вересня 1943 року)

## Склад корпусу
Станом на весну 1942 року до складу корпусу входили:
- Управління корпусу;
- 26-а танкова бригада;
- 27-а танкова бригада;
- 148-а танкова бригада важких танків;
- 2-а мотострілецька бригада;
- Корпусні частини:
  - 894-й окремий батальйон зв'язку (з 20.04.1943);
  - 174-й окремий саперний батальйон (з 20.04.1943);
  - 55-а окрема рота хімічного захисту (з 01.07.1942);
  - 73-а рухома танкоремонтна база (з 01.07.1942);
  - 100-а рухома авторемонтна база (з 01.07.1942);
  - Окрема авіаланка зв'язку (з 13.05.1943);
  - 51-й польовий автохлібозавод (з 13.05.1943).

При переформуванні в жовтні 1942 року корпус отримав нові з'єднання:
- Управління корпусу;
- 26-а танкова бригада;
- 99-а танкова бригада;
- 169-а танкова бригада;
- 58-а мотострілецька бригада;

## В діючій армії
- з 09 травня 1942 року по 27 жовтня 1942 року;
- з 22 грудня 1942 року по 19 вересня 1943 року.